# 弗赖·利文达尔
弗赖·利文达尔（瑞典語：Frej Liewendahl，1902年10月22日—1966年1月31日），芬兰男子田径运动员。他曾代表芬兰参加1924年夏季奥林匹克运动会田径比赛，获得男子团体3000米项目金牌。